# 12e étape du Tour d'Italie 2019
Pour un article plus général, voir Tour d'Italie 2019.
La 12e étape du Tour d'Italie 2019 se déroule le jeudi 23 mai 2019, entre Coni et Pignerol, sur une distance de 146 km.

## Parcours
Le parcours de la première étape montagneuse comporte notamment la montée de Montoso (9 km à 9,4 % de moyenne et un passage à 14 %). À 2,5 km de l'arrivée, la route emprunte l'ascension étroite de la Via Principi d'Acaja (450 m avec une pente moyenne à 14 % et un maximum à 20 %, sur des pavés). Une descente rapide et technique mène ensuite à Pignerol.

## Déroulement de la course
Le peloton de 160 coureurs passe le km 0 à 13 h 17. Les sprinteurs Elia Viviani et Caleb Ewan sont non-partants. Thomas De Gendt et Eddie Dunbar sont les premiers à attaquer. Après 16 km, un groupe d'une vingtaine de coureurs rejoint le duo de tête mais le peloton reste à moins de 30 secondes. La vingtaine de coureurs a plus de 15 minutes d'avance à 80 km de l'arrivée. Le mieux classé au général est le Slovène Jan Polanc. Un équipier de Vincenzo Nibali se met en tête de peloton pour réduire l'écart. Les hommes de tête maintiennent une vitesse moyenne de 46,3 km/h pendant les trois premières heures de course. Sean Bennett et Marco Haller s'échappent avant la montée.
Dans le Montoso, les deux coureurs de tête sont repris et Damiano Caruso durcit le rythme. Ils ne sont plus que sept à le suivre et Eddie Dunbar attaque en premier, suivi par Eros Capecchi, mais ils sont rejoints. Dans le peloton, Miguel Ángel López est distancé, victime d'une crevaison. Jan Hirt lance les hostilités dans le peloton et il est rejoint par López. Le maillot rose Valerio Conti est distancé dans la montée. Ils ne sont plus que quatre en tête de course : Gianluca Brambilla, Eros Capecchi, Damiano Caruso et Eddie Dunbar, le premier étant passé en tête au sommet. Dans le peloton, ils ne sont plus qu'une dizaine de coureurs. Mikel Landa et Miguel Ángel López sont intercalés. Dans la descente, Cesare Benedetti, Jan Polanc, Dario Cataldo et Matteo Montaguti réussissent à faire la jonction avec la tête. Les derniers kilomètres sont décisifs, avec le mur de San Maurizio. Cesare Benedetti attaque mais est vite contré par Gianluca Brambilla, suivi par Eros Capecchi. Dans la descente technique, Eddie Dunbar fait la jonction. Les trois hommes se regardent et sont rejoints par Cesare Benedetti et Damiano Caruso. Gianluca Brambilla lance le sprint mais Cesare Benedetti le déborde, résiste au retour des autres coureurs et s'impose. C'est sa première victoire en carrière. Chez les favoris, Mikel Landa et Miguel Ángel López franchissent la ligne 30 secondes avant Primož Roglič. Au classement général, le Slovène Jan Polanc prend le maillot rose au détriment de son coéquipier de UAE Emirates Valerio Conti. C'est la première fois de l'histoire que deux Slovènes occupent les deux premières places du classement général d'un grand tour. Le maillot bleu est désormais sur les épaules de Gianluca Brambilla et le maillot blanc est détenu par Hugh Carthy.

## Résultats

### Classement de l'étape
| \| Classement de l'étape \| Classement de l'étape \| Classement de l'étape \| Classement de l'étape \| Classement de l'étape \| \| Coureur \| Coureur \| Pays \| Équipe \| Temps \| \| --------------------- \| --------------------- \| --------------------- \| --------------------------- \| --------------------- \| \| 1er \| Cesare Benedetti \| Italie \| Bora-Hansgrohe \| 3 h 41 min 49 s \| \| 2e \| Damiano Caruso \| Italie \| Bahrain-Merida \| + 0 s \| \| 3e \| Eddie Dunbar \| Irlande \| Team Ineos \| + 0 s \| \| 4e \| Gianluca Brambilla \| Italie \| Trek-Segafredo \| + 2 s \| \| 5e \| Eros Capecchi \| Italie \| Deceuninck-Quick Step \| + 6 s \| \| 6e \| Jan Polanc \| Slovénie \| UAE Team Emirates \| + 25 s \| \| 7e \| Matteo Montaguti \| Italie \| Androni Giocattoli-Sidermec \| + 34 s \| \| 8e \| Thomas De Gendt \| Belgique \| Lotto-Soudal \| + 2 min 36 s \| \| 9e \| Francesco Gavazzi \| Italie \| Androni Giocattoli-Sidermec \| + 2 min 36 s \| \| 10e \| Manuel Senni \| Italie \| Bardiani CSF \| + 2 min 38 s \| |                    |          |                             |                 |
| |                    |          |                             |                 |
| Source : ProCyclingStats |                    |          |                             |                 |
| Classement de l'étape |                    |          |                             |                 |
| Coureur | Coureur            | Pays     | Équipe                      | Temps           |
| 1er | Cesare Benedetti   | Italie   | Bora-Hansgrohe              | 3 h 41 min 49 s |
| 2e | Damiano Caruso     | Italie   | Bahrain-Merida              | + 0 s           |
| 3e | Eddie Dunbar       | Irlande  | Team Ineos                  | + 0 s           |
| 4e | Gianluca Brambilla | Italie   | Trek-Segafredo              | + 2 s           |
| 5e | Eros Capecchi      | Italie   | Deceuninck-Quick Step       | + 6 s           |
| 6e | Jan Polanc         | Slovénie | UAE Team Emirates           | + 25 s          |
| 7e | Matteo Montaguti   | Italie   | Androni Giocattoli-Sidermec | + 34 s          |
| 8e | Thomas De Gendt    | Belgique | Lotto-Soudal                | + 2 min 36 s    |
| 9e | Francesco Gavazzi  | Italie   | Androni Giocattoli-Sidermec | + 2 min 36 s    |
| 10e | Manuel Senni       | Italie   | Bardiani CSF                | + 2 min 38 s    |

## Classements à l'issue de l'étape

### Classement général
| \| Classement général \| Classement général \| Classement général \| Classement général \| Classement général \| \| Coureur \| Coureur \| Pays \| Équipe \| Temps \| \| ------------------ \| ------------------ \| ------------------ \| --------------------- \| ------------------ \| \| 1er \| Jan Polanc \| Slovénie \| UAE Team Emirates \| 48 h 49 min 40 s \| \| 2e \| Primož Roglič \| Slovénie \| Team Jumbo-Visma \| + 4 min 07 s \| \| 3e \| Valerio Conti \| Italie \| UAE Team Emirates \| + 4 min 51 s \| \| 4e \| Eros Capecchi \| Italie \| Deceuninck-Quick Step \| + 5 min 02 s \| \| 5e \| Vincenzo Nibali \| Italie \| Bahrain-Merida \| + 5 min 51 s \| \| 6e \| Bauke Mollema \| Pays-Bas \| Trek-Segafredo \| + 6 min 02 s \| \| 7e \| Rafał Majka \| Pologne \| Bora-Hansgrohe \| + 7 min 00 s \| \| 8e \| Richard Carapaz \| Équateur \| Movistar Team \| + 7 min 23 s \| \| 9e \| Andrey Amador \| Costa Rica \| Movistar Team \| + 7 min 30 s \| \| 10e \| Hugh Carthy \| Royaume-Uni \| EF Education First \| + 7 min 33 s \| |                 |             |                       |                  |
| |                 |             |                       |                  |
| Source : ProCyclingStats |                 |             |                       |                  |
| Classement général |                 |             |                       |                  |
| Coureur | Coureur         | Pays        | Équipe                | Temps            |
| 1er | Jan Polanc      | Slovénie    | UAE Team Emirates     | 48 h 49 min 40 s |
| 2e | Primož Roglič   | Slovénie    | Team Jumbo-Visma      | + 4 min 07 s     |
| 3e | Valerio Conti   | Italie      | UAE Team Emirates     | + 4 min 51 s     |
| 4e | Eros Capecchi   | Italie      | Deceuninck-Quick Step | + 5 min 02 s     |
| 5e | Vincenzo Nibali | Italie      | Bahrain-Merida        | + 5 min 51 s     |
| 6e | Bauke Mollema   | Pays-Bas    | Trek-Segafredo        | + 6 min 02 s     |
| 7e | Rafał Majka     | Pologne     | Bora-Hansgrohe        | + 7 min 00 s     |
| 8e | Richard Carapaz | Équateur    | Movistar Team         | + 7 min 23 s     |
| 9e | Andrey Amador   | Costa Rica  | Movistar Team         | + 7 min 30 s     |
| 10e | Hugh Carthy     | Royaume-Uni | EF Education First    | + 7 min 33 s     |

| Classement par points | Classement par points | Classement par points | Classement par points       | Classement par points |
| Coureur               | Coureur               | Pays                  | Équipe                      | Points                |
| --------------------- | --------------------- | --------------------- | --------------------------- | --------------------- |
| 1er                   | Arnaud Démare         | France                | Groupama-FDJ                | 194 pts               |
| 2e                    | Pascal Ackermann      | Allemagne             | Bora-Hansgrohe              | 183 pts               |
| 3e                    | Richard Carapaz       | Équateur              | Movistar Team               | 50 pts                |
| 4e                    | Davide Cimolai        | Italie                | Israel Cycling Academy      | 50 pts                |
| 5e                    | Damiano Cima          | Italie                | Nippo-Vini Fantini-Faizanè  | 44 pts                |
| 6e                    | Primož Roglič         | Slovénie              | Team Jumbo-Visma            | 42 pts                |
| 7e                    | Rüdiger Selig         | Allemagne             | Bora-Hansgrohe              | 38 pts                |
| 8e                    | Giacomo Nizzolo       | Italie                | Dimension Data              | 38 pts                |
| 9e                    | Marco Frapporti       | Italie                | Androni Giocattoli-Sidermec | 34 pts                |
| 10e                   | Manuel Belletti       | Italie                | Androni Giocattoli-Sidermec | 33 pts                |

| Classement par points | Classement par points | Classement par points | Classement par points       | Classement par points |
| Coureur               | Coureur               | Pays                  | Équipe                      | Points                |
| --------------------- | --------------------- | --------------------- | --------------------------- | --------------------- |
| 1er                   | Arnaud Démare         | France                | Groupama-FDJ                | 194 pts               |
| 2e                    | Pascal Ackermann      | Allemagne             | Bora-Hansgrohe              | 183 pts               |
| 3e                    | Richard Carapaz       | Équateur              | Movistar Team               | 50 pts                |
| 4e                    | Davide Cimolai        | Italie                | Israel Cycling Academy      | 50 pts                |
| 5e                    | Damiano Cima          | Italie                | Nippo-Vini Fantini-Faizanè  | 44 pts                |
| 6e                    | Primož Roglič         | Slovénie              | Team Jumbo-Visma            | 42 pts                |
| 7e                    | Rüdiger Selig         | Allemagne             | Bora-Hansgrohe              | 38 pts                |
| 8e                    | Giacomo Nizzolo       | Italie                | Dimension Data              | 38 pts                |
| 9e                    | Marco Frapporti       | Italie                | Androni Giocattoli-Sidermec | 34 pts                |
| 10e                   | Manuel Belletti       | Italie                | Androni Giocattoli-Sidermec | 33 pts                |

| Classement de la montagne | Classement de la montagne | Classement de la montagne | Classement de la montagne   | Classement de la montagne |
| Coureur                   | Coureur                   | Pays                      | Équipe                      | Points                    |
| ------------------------- | ------------------------- | ------------------------- | --------------------------- | ------------------------- |
| 1er                       | Gianluca Brambilla        | Italie                    | Trek-Segafredo              | 40 pts                    |
| 2e                        | Giulio Ciccone            | Italie                    | Trek-Segafredo              | 32 pts                    |
| 3e                        | Primož Roglič             | Slovénie                  | Team Jumbo-Visma            | 22 pts                    |
| 4e                        | Damiano Caruso            | Italie                    | Bahrain-Merida              | 19 pts                    |
| 5e                        | Fausto Masnada            | Italie                    | Androni Giocattoli-Sidermec | 18 pts                    |
| 6e                        | Antonio Pedrero           | Espagne                   | Movistar Team               | 18 pts                    |
| 7e                        | Marco Frapporti           | Italie                    | Androni Giocattoli-Sidermec | 15 pts                    |
| 8e                        | Eros Capecchi             | Italie                    | Deceuninck-Quick Step       | 12 pts                    |
| 9e                        | Eddie Dunbar              | Irlande                   | Team Ineos                  | 9 pts                     |
| 10e                       | Valerio Conti             | Italie                    | UAE Team Emirates           | 8 pts                     |

| Classement de la montagne | Classement de la montagne | Classement de la montagne | Classement de la montagne   | Classement de la montagne |
| Coureur                   | Coureur                   | Pays                      | Équipe                      | Points                    |
| ------------------------- | ------------------------- | ------------------------- | --------------------------- | ------------------------- |
| 1er                       | Gianluca Brambilla        | Italie                    | Trek-Segafredo              | 40 pts                    |
| 2e                        | Giulio Ciccone            | Italie                    | Trek-Segafredo              | 32 pts                    |
| 3e                        | Primož Roglič             | Slovénie                  | Team Jumbo-Visma            | 22 pts                    |
| 4e                        | Damiano Caruso            | Italie                    | Bahrain-Merida              | 19 pts                    |
| 5e                        | Fausto Masnada            | Italie                    | Androni Giocattoli-Sidermec | 18 pts                    |
| 6e                        | Antonio Pedrero           | Espagne                   | Movistar Team               | 18 pts                    |
| 7e                        | Marco Frapporti           | Italie                    | Androni Giocattoli-Sidermec | 15 pts                    |
| 8e                        | Eros Capecchi             | Italie                    | Deceuninck-Quick Step       | 12 pts                    |
| 9e                        | Eddie Dunbar              | Irlande                   | Team Ineos                  | 9 pts                     |
| 10e                       | Valerio Conti             | Italie                    | UAE Team Emirates           | 8 pts                     |

| Classement du meilleur jeune | Classement du meilleur jeune | Classement du meilleur jeune | Classement du meilleur jeune | Classement du meilleur jeune |
| Coureur                      | Coureur                      | Pays                         | Équipe                       | Temps                        |
| ---------------------------- | ---------------------------- | ---------------------------- | ---------------------------- | ---------------------------- |
| 1er                          | Hugh Carthy                  | Royaume-Uni                  | EF Education First           | 48 h 57 min 13 s             |
| 2e                           | Miguel Ángel López           | Colombie                     | Astana                       | + 35 s                       |
| 3e                           | Pavel Sivakov                | Russie                       | Team Ineos                   | + 45 s                       |
| 4e                           | Giovanni Carboni             | Italie                       | Bardiani CSF                 | + 48 s                       |
| 5e                           | Sam Oomen                    | Pays-Bas                     | Team Sunweb                  | + 2 min 20 s                 |
| 6e                           | Eddie Dunbar                 | Irlande                      | Team Ineos                   | + 2 min 38 s                 |
| 7e                           | Valentin Madouas             | France                       | Groupama-FDJ                 | + 3 min 53 s                 |
| 8e                           | Tao Geoghegan Hart           | Royaume-Uni                  | Team Ineos                   | + 4 min 16 s                 |
| 9e                           | Ben O'Connor                 | Australie                    | Dimension Data               | + 7 min 38 s                 |
| 10e                          | Nans Peters                  | France                       | AG2R La Mondiale             | + 7 min 46 s                 |

| Classement du meilleur jeune | Classement du meilleur jeune | Classement du meilleur jeune | Classement du meilleur jeune | Classement du meilleur jeune |
| Coureur                      | Coureur                      | Pays                         | Équipe                       | Temps                        |
| ---------------------------- | ---------------------------- | ---------------------------- | ---------------------------- | ---------------------------- |
| 1er                          | Hugh Carthy                  | Royaume-Uni                  | EF Education First           | 48 h 57 min 13 s             |
| 2e                           | Miguel Ángel López           | Colombie                     | Astana                       | + 35 s                       |
| 3e                           | Pavel Sivakov                | Russie                       | Team Ineos                   | + 45 s                       |
| 4e                           | Giovanni Carboni             | Italie                       | Bardiani CSF                 | + 48 s                       |
| 5e                           | Sam Oomen                    | Pays-Bas                     | Team Sunweb                  | + 2 min 20 s                 |
| 6e                           | Eddie Dunbar                 | Irlande                      | Team Ineos                   | + 2 min 38 s                 |
| 7e                           | Valentin Madouas             | France                       | Groupama-FDJ                 | + 3 min 53 s                 |
| 8e                           | Tao Geoghegan Hart           | Royaume-Uni                  | Team Ineos                   | + 4 min 16 s                 |
| 9e                           | Ben O'Connor                 | Australie                    | Dimension Data               | + 7 min 38 s                 |
| 10e                          | Nans Peters                  | France                       | AG2R La Mondiale             | + 7 min 46 s                 |

| Classement par équipes | Classement par équipes      | Classement par équipes | Classement par équipes |
| Équipe                 | Équipe                      | Pays                   | Temps                  |
| ---------------------- | --------------------------- | ---------------------- | ---------------------- |
| 1re                    | Androni Giocattoli-Sidermec | Italie                 | 146 h 38 min 47 s      |
| 2e                     | Movistar Team               | Espagne                | + 2 min 30 s           |
| 3e                     | Deceuninck-Quick Step       | Belgique               | + 9 min 30 s           |
| 4e                     | UAE Team Emirates           | Émirats arabes unis    | + 11 min 24 s          |
| 5e                     | Bora-hansgrohe              | Allemagne              | + 11 min 24 s          |
| 6e                     | Astana                      | Kazakhstan             | + 12 min 37 s          |
| 7e                     | Bahrain-Merida              | Bahreïn                | + 12 min 37 s          |
| 8e                     | Ineos                       | Royaume-Uni            | + 13 min 05 s          |
| 9e                     | Trek-Segafredo              | États-Unis             | + 13 min 24 s          |
| 10e                    | Mitchelton-Scott            | Australie              | + 16 min 09 s          |

| Classement par équipes | Classement par équipes      | Classement par équipes | Classement par équipes |
| Équipe                 | Équipe                      | Pays                   | Temps                  |
| ---------------------- | --------------------------- | ---------------------- | ---------------------- |
| 1re                    | Androni Giocattoli-Sidermec | Italie                 | 146 h 38 min 47 s      |
| 2e                     | Movistar Team               | Espagne                | + 2 min 30 s           |
| 3e                     | Deceuninck-Quick Step       | Belgique               | + 9 min 30 s           |
| 4e                     | UAE Team Emirates           | Émirats arabes unis    | + 11 min 24 s          |
| 5e                     | Bora-hansgrohe              | Allemagne              | + 11 min 24 s          |
| 6e                     | Astana                      | Kazakhstan             | + 12 min 37 s          |
| 7e                     | Bahrain-Merida              | Bahreïn                | + 12 min 37 s          |
| 8e                     | Ineos                       | Royaume-Uni            | + 13 min 05 s          |
| 9e                     | Trek-Segafredo              | États-Unis             | + 13 min 24 s          |
| 10e                    | Mitchelton-Scott            | Australie              | + 16 min 09 s          |

## Abandons
- Caleb Ewan (Lotto-Soudal) : non-partant
- Elia Viviani (Deceuninck-Quick Step) : non-partant